# Bijlvissen
Bijlvissen (Pempheridae) (Engels: glass fish of sweeper) zijn kleine tropische zoutwatervissen van de familie Pempheridae. Zij komen voor in het westelijk deel van de Atlantische Oceaan, de Indische Oceaan, de Rode Zee en de Stille Oceaan. De familie kent 2 geslachten en 26 soorten. Sommige soorten worden ook in aquaria gehouden.

## Kenmerken
Bijlvissen hebben grote ogen en een gedrongen kielvormig lichaam. Soorten van het geslacht Parapriacanthus hebben echter een meer cilindervormig lichaam.
De korte, kleine rugvin begint voor het midden van het lichaam, en bevat 4-7 stralen. De aarsvin is groot en heeft meestal 3 stralen. De bek is scheef.

## Gedrag
Deze vissen komen meestal voor in grote scholen in ondiep water. Zij jagen in de nacht op plankton, en verschuilen zich overdag in grotten, of onder overhangende rots- en koraalformaties. Zij kunnen jaren achtereen dezelfde locaties op koraalriffen bezetten. De grote zwermen vissen worden vaak uit hun schuilplaatsen opgejaagd door grote baarzen.

## Geslachten
- Parapriacanthus Steindachner, 1870
- Pempheris Cuvier, 1829

## Referentie
- (en) Pempheridae. FishBase. Ed. Rainer Froese and Daniel Pauly. November 2005 version. N.p.: FishBase, 2005.